# Tummikapalle
Tummikapalle es una ciudad censal situada en el distrito de Vizianagaram en el estado de Andhra Pradesh (India). Su población es de 4911 habitantes (2011). Se encuentra a 38 km de Vizianagaram y a 26 km de Visakhapatnam.

## Demografía
Según el censo de 2011 la población de Tummikapalle era de 4911 habitantes, de los cuales 2461 eran hombres y 2450 eran mujeres. Tummikapalle tiene una tasa media de alfabetización del 75,26%, superior a la media estatal del 67,02%: la alfabetización masculina es del 86,06%, y la alfabetización femenina del 64,45%.